# Olaias (metrostation)
Olaias is een metrostation in Lissabon gelegen aan de Rode lijn. Het station werd op 19 mei 1998 geopend.
Het is gelegen aan de Avenida Eng.º Arantes e Oliveira (nabij Hotel Altis Park).
São Sebastião · Saldanha · Alameda · Olaias · Bela Vista · Chelas · Olivais · Cabo Ruivo · Oriente · Moscavide ·  Encarnação · Aeroporto